# Паул, Флорин
Флорин Паул (рум. Florin Paul; род. 1958) — румынско-германский скрипач.
Окончил Бухарестскую академию музыки (1975) под руководством Штефана Георгиу, затем занимался во Фрайбургской Высшей школе музыки у Вольфганга Маршнера. Лауреат ряда международных конкурсов; из побед Паула наибольшее значение имеют вторая премия парижского Конкурса имени Жака Тибо (1977, первая премия не присуждалась) и первое место на генуэзском Конкурсе имени Паганини (1979).
С 1982 г. живёт и работает в Германии. Как солист записал сонаты и партиты для скрипки соло Иоганна Себастьяна Баха, шесть сонат для скрипки соло Эжена Изаи, альбом «Посвящение Йозефу Иоахиму» (с пьесами Иоахима и посвящённой ему сонатой F-A-E), «Времена года» Вивальди (с оркестром «Гамбургские солисты» под управлением Эмиля Клейна) и др. С 1994 г. первый концертмейстер Симфонического оркестра Северогерманского радио. Преподаёт в Гамбургской Высшей школе музыки.